# Hemibidessus plaumanni
Hemibidessus plaumanni är en skalbaggsart som beskrevs av Gschwendtner 1935. Hemibidessus plaumanni ingår i släktet Hemibidessus och familjen dykare. Inga underarter finns listade i Catalogue of Life.